# MKK Pyra Poznań
MKK Pyra Poznań (Młodzieżowy Klub Koszykówki Pyra Poznań) – klub koszykarski z Poznania, zajmujący się szkoleniem dzieci i młodzieży w tej dyscyplinie sportu. MKK Pyra powstał w 3 kwietnia 1995 roku, a jego głównym celem było propagowanie i rozwijanie koszykówki wśród młodych ludzi.

## Osiągnięcia
- Brązowy Medal Mistrzostw Polski Kadetów: 2011
- Brązowy Medal Mistrzostw Polski Młodzików: 2011, 2014
- Wicemistrz Polski Kadetów: 2000, 2001, 2004
- Mistrz Polski Kadetów: 2005
- Mistrz Polski Juniorów Starszych: 2007
- Mistrz Polski Młodzików: 2009
- Ponadto klub wychował kilku członków kadry narodowej oraz reprezentantów Polski w swoich kategoriach wiekowych oraz kilkunastu zawodników grających na parkietach I ligi.